# شقورة (جيان)
بلدية شقورة أو سيغورا دي لا سييرا (بالإسبانية: Segura de la Sierra) هي بلدية تقع في مقاطعة خاين التابعة لمنطقة أندلوسيا جنوب إسبانيا.

## الديموغرافيا
بلغ عدد سكان بلدية سيغورا دي لا سييرا 1.977 نسمة عام 2011 (وفقاً للمعهد الوطني للإحصاء الإسباني).
| 2.196 | 2.211 | 2.062 | 1.771 | 2.005 | 2.054 | 1.977 |

## أعلام
- خورخي مانريكي
- داريو باريو